# Insides
Insides es el tercer álbum de estudio del compositor-productor inglés Jon Hopkins. Fue publicado el 4 de mayo de 2009 a través del sello discográfico independiente Domino. Las canciones contienen aspectos de glitch con tintes cinemáticos, a diferencia de sus materiales previos, que eran dependientes de sus bases similares al hip hop.
Meses después, fue publicado un EP con remezclas y versiones alternativas, Seven Gulps of Air, la cual incluye colaboraciones de Tunng, Geese y Tom Middleton.

## Concepto
Luego de publicar Contact Note, su proceso de composición fue ralentizado por otros proyectos como productor en álbumes y bandas sonoras, con canciones como «Wire» siendo compuesta en 2005. Otras composiciones fueron realizadas a finales de 2006, sobresaliendo las nueve notas iniciales en «Light Through the Veins». Sobre su desarrollo, fue inspirado por una conversación que tuvo con Brian Eno, explicando que ese patrón de nueve notas fue deliberadamente cíclico, tanto en la duración total de la canción, como en su secuencia de 36 pasos. Debido a eso, Hopkins comenta que la idea le tomó tres semanas en ser completado, teniendo alrededor de 800 sonidos distribuidos en 128 pistas.
A comienzos de 2007, fue invitado por Eno en las sesiones del álbum de estudio Viva la Vida or Death and All His Friends de Coldplay, terminando siendo coproductor en un par de canciones y estando a cargo de las líneas de teclado, órgano y armonio. Debido a sus compromisos con la banda, solo pudo componer «Vessel» en septiembre del mismo año, completando las bases para el álbum entre febrero a junio de 2008. Sobre los elementos de producción, explica haber utilizado artilugios previos como Eventide DSP 4000, Cubase VST, el programa SoundForge, Logic, y de manera reciente, Kaoss Pad 3. Para sus presentaciones en directo, especificó el uso de cuatro a cinco Kaoss Pad, cuya interfaz fue separada en el programa Ableton.

## Recepción

### Crítica
Insides obtuvo reseñas generalmente positivas, recibiendo un puntaje acumulado de 75 sobre 100 en el recopilatorio Metacritic. En la reseña de Tiny Mix Tapes, describe al álbum como «su material más agresivo hasta la fecha», comparado a proyectos de naturaleza ambient como EP1 y The Fourth State. La reseña concluye con una declaración sobre el material, nombrándolo como uno de los mejores álbumes electrónicos de 2009.
Por su parte, la reseña de BBC describe a Hopkins como «alguien capaz de producir música tan épica, inmensa y emotiva como cualquier power ballad». Al hablar sobre «Light Through the Veins», lo compara con «In All the Wrong Places» de Ulrich Schnauss al ser «una pieza majestuosa de shoegazing que sigue creciendo y se vuelve cada vez más expansiva a lo largo de sus [casi] diez minutos de duración».

### Reconocimientos
| Publicación    | Lista                                 | Posición | Ref.   |
| -------------- | ------------------------------------- | -------- | ------ |
| PopMatters     | The 10 Best Electronic Albums of 2009 | 2        | [ 19 ] |
| Tiny Mix Tapes | Favorite 50 Albums of 2009            | 29       | [ 20 ] |

## Promoción
«Light Through the Veins», la cual se encontraba incompleta, fue utilizado por Coldplay en su álbum Viva la Vida or Death and All His Friends, apareciendo tanto en la canción introductoria «Life in Technicolor» como también en la canción oculta final «The Escapist». Luego de ser invitado por la banda como telonero en su gira mundial, esto le permitió afinar detalles en directo. Wayne McGregor, director de la coreografía Entity, comisionó las canciones «Vessel», «Insides» y «Small Memory», las cuales fueron reelaboradas para el álbum junto a la canción «A Drifting Up», cuyos elementos más tranquilos también fueron utilizados.
En enero de 2009, fue firmado por el sello independiente Domino Records, reconocidos por tener entre sus filas a grupos como Arctic Monkeys, Animal Collective, Franz Ferdinand, entre otros. Como promoción, tuvo una serie de conciertos de manera local e internacionales, siendo destacada su presentación en el Institute of Contemporary Arts (ICA) de Londres, donde tuvo como teloneros a Banjo or Freakout, David Holmes y Tunng, con los últimos dos presentando un DJ set. De la presentación, fue desprendido un vídeo tipo lo-fi de «Insides», cuya dirección se enfocó en mostrar un ambiente más oscuro y abstracto.
En 2021, el álbum tuvo una reedición conmemorativa, incluyendo un formato en vinilo publicado por Rough Trade, limitado a 500 copias.

## Lista de canciones
Todas las canciones escritas y compuestas por Jon Hopkins. 
| N.º   | Título                    | Duración |  |
| 1.    | «The Wider Sun»           | 2:34     |  |
| 2.    | «Vessel»                  | 4:41     |  |
| 3.    | «Insides»                 | 4:38     |  |
| 4.    | «Wire»                    | 4:41     |  |
| 5.    | «Colour Eye»              | 5:11     |  |
| 6.    | «Light Through the Veins» | 9:18     |  |
| 7.    | «The Low Places»          | 6:34     |  |
| 8.    | «Small Memory»            | 1:40     |  |
| 9.    | «A Drifting Up»           | 6:27     |  |
| 10.   | «Autumn Hill»             | 2:40     |  |
| 48:24 |                           |          |  |

## Créditos y personal
Adaptados desde AllMusic.
- Jon Hopkins – Artista principal, composición, ingeniería, producción.
- Cherif Hashizume – Ingeniería.
- Steve Gullick – Fotografía retrato.
- Man Vs Magnet – Arte conceptual.
- Tim Lattimore – Tipografía.
- Leo Abrahams – Guitarra eléctrica, zanfona.
- Kenny Anderson (King Creosote) – Tarareos (8).
- Lee Muddy Baker – Percusión (6).
- Lisa Lindley-Jones (Lisa Elle) – Voces.
- Vince Sipprell – Viola.
- Emma Smith – Violín.
- Davide Rossi – Violín eléctrico (2).

## Posicionamiento en listas
| Listas (2009)                                | Mejor posición |
| -------------------------------------------- | -------------- |
| Estados Unidos (Top Dance/Electronic Albums) | 15             |

| Listas (2021)                    | Mejor posición |
| -------------------------------- | -------------- |
| Escocia (Scottish Albums)        | 95             |
| Reino Unido (Independent Albums) | 34             |